# Kareck
De Kareck is een berg in de deelstaat Beieren, Duitsland. De berg heeft een hoogte van 2046 meter.
De Kareck is onderdeel van het Estergebergte, dat weer deel uitmaakt van de Bayerische Voralpen.